# 曹和光
曹和光（？年—1944年5月），字熙堂。山東省益都縣人。他為抗日戰爭期間陣亡的中國軍方高級將領之一。

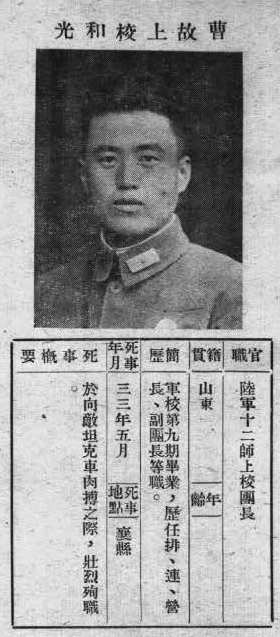
《抗戰軍人忠烈錄》（第一輯）中的曹和光烈士遺像

## 生平[2]
陸軍軍官學校第九期畢業，陸軍第十二軍第二十師上校團長，中原會戰防守襄城縣。5月5日，在日軍以坦克車突破我軍陣地的危急關頭，率兵與敵搏鬥，激戰中壯烈犧牲。